# 에어 뉴질랜드의 운항 노선
현재 에어 뉴질랜드는 다음과 같은 노선을 운항하고 있다.

## 운항 노선

### 아시아

#### 동아시아
- 대한민국
  - 서울 - 인천국제공항 계졀편
- 중화인민공화국
  - 상하이 - 상하이 푸둥 국제공항
- 홍콩
  - 홍콩 - 홍콩 첵랍콕 국제공항
- 일본
  - 도쿄 - 나리타 국제공항
- 중화민국
  - 타이베이 - 타이완 타오위안 국제공항

#### 동남아시아
- 싱가포르
  - 싱가포르 - 싱가포르 창이 국제공항
- 인도네시아
  - 덴파사르 - 응우라라이 국제공항

### 아메리카

#### 북아메리카
- 미국
  - 뉴욕 - 존 F. 케네디 국제공항[2]
  - 로스앤젤레스 - 로스앤젤레스 국제공항 포커스 시티
  - 샌프란시스코 - 샌프란시스코 국제공항
  - 시카고 - 시카고 오헤어 국제공항 (무기한 단항중)
  - 호놀룰루 - 대니얼 K. 이노우에 국제공항
  - 휴스턴 - 조지 부시 인터콘티넨털 공항
- 캐나다
  - 밴쿠버 - 밴쿠버 국제공항

### 오세아니아

#### 오스트랄라시아
- 뉴질랜드
  - 웰링턴 - 웰링턴 국제공항 허브
  - 오클랜드 - 오클랜드 국제공항 허브
  - 더니든 - 더니든 공항
  - 인버카길 - 인버카길 공항
  - 퀸스타운 - 퀸스타운 국제공항
  - 크라이스트처치 - 크라이스트처치 국제공항 제2 허브
- 오스트레일리아
  - 골드코스트 - 골드코스트 공항
  - 노퍽섬 - 노퍽 섬 공항
  - 멜버른 - 멜버른 공항
  - 브리즈번 - 브리즈번 공항
  - 선샤인코스트 - 선샤인코스트 공항 계졀편
  - 시드니 - 시드니 킹스포드 스미스 국제공항
  - 애들레이드 - 애들레이드 공항
  - 케언스 - 케언스 공항 계졀편
  - 퍼스 - 퍼스 공항
  - 호바트 - 호바트 국제공항 계졀편

#### 멜라네시아
- 누벨칼레도니
  - 누메아 - 누메아 라 톤투타 국제공항
- 피지
  - 난디 - 난디 국제공항

#### 폴리네시아
- 니우에
  - 알로피 - 니우에 국제공항
- 사모아
  - 아피아 - 팔레올로 국제공항
- 쿡 제도
  - 라로통가 - 라로통가 국제공항
- 통가
  - 누쿠알로파 - 푸아모투 국제공항
- 프랑스령 폴리네시아
  - 파페에테 - 파아아 국제공항

## 단항 노선

### 아시아

#### 동아시아
- 대한민국
  - 서울 - 김포국제공항 - (IMF 금융위기로 단항[3])
- 중화인민공화국
  - 베이징 - 베이징 수도 국제공항
  - 광저우 - 광저우 바이윈 국제공항 (화물)
- 홍콩
  - 홍콩 - 홍콩 카이탁 국제공항 - (홍콩 첵랍콕 국제공항으로 이양)
- 일본
  - 도쿄 - 하네다 국제공항
  - 가고시마 - 가고시마 공항 전세편[4][5]
  - 구마모토 - 구마모토 공항 전세편[4]
  - 나고야
    - 주부 센토레아 국제공항 전세편[6][5]
    - 나고야 코마키 공항 - (주부 센토레아 국제공항으로 이양)

  - 마쓰야마 - 마쓰야마 공항 전세편
  - 미야자키 - 미야자키 공항 전세편[4]
  - 삿포로 - 신치토세 공항 전세편[4]
  - 센다이 - 센다이 공항 전세편[4]
  - 시즈오카 - 시즈오카 공항 전세편
  - 오사카 - 간사이 국제공항 계졀편
  - 오키나와 - 나하 공항 전세편[6][4]
  - 후쿠오카 - 후쿠오카 공항 전세편[5][4]
  - 히로시마 - 히로시마 공항 전세편[4]

#### 동남아시아
- 말레이시아
  - 쿠알라룸푸르 - 수방 국제공항
- 베트남
  - 호치민 시 - 떤선녓 국제공항 계졀편
- 싱가포르
  - 싱가포르 - 파야 레바르 국제공항 - (싱가포르 창이 국제공항으로 이양)
- 태국
  - 방콕 - 돈므앙 국제공항

### 유럽

#### 서유럽
- 영국
  - 런던 - 런던 히드로 국제공항[7]
  - 런던 - 런던 개트윅 국제공항
- 독일
  - 프랑크푸르트 - 프랑크푸르트 국제공항

### 아메리카

#### 북아메리카
- 미국
  - 댈러스 - 댈러스 포트워스 국제공항

### 오세아니아

#### 오스트랄라시아
- 오스트레일리아
  - 타운스빌 - 타운스빌 공항
  - 호버트 - 호버트 공항
- 뉴질랜드
  - 그레이마우스 - 그레이마우스 공항
  - 마운트쿡 - 마운트쿡 공항
  - 매스터턴 - 매스터턴 공항
  - 모투에카 - 모투에카 공항
  - 밀포드사운드 - 밀포드사운드 공항
  - 오아마루 - 오아마루 공항
  - 와나카 - 와나카 공항
  - 왕가누이 - 왕가누이 공항
  - 웨스트포트 - 웨스트포트 공항
  - 채텀 - 채텀 공항
  - 카이코헤 - 카이코헤 공항
  - 카이타이아 - 카이타이아 공항
  - 테아나우 - 테아나우 공항
  - 와카타네 - 와카타네 공항

#### 멜라네시아
- 바누아투
  - 포트빌라 - 포트빌라 바우어필드 국제공항
- 파푸아뉴기니
  - 포트모르즈비 - 잭슨 국제공항
- 피지
  - 수바 - 나우소리 국제공항

#### 폴리네시아
- 아메리칸사모아
  - 팡오팡오 - 팡오팡오 국제공항
- 쿡 제도
  - 아이투타키 - 아이투타키 공항 - (라로통가 국제공항로 이양)